# Spirama prunicolora
Spirama prunicolora là một loài bướm đêm trong họ Erebidae.